# Zhelestidae
Gli zhelestidi (Zhelestidae) sono un gruppo di mammiferi euteri estinti, di incerta collocazione sistematica. Vissero nel Cretacico superiore (Cenomaniano - Maastrichtiano, circa 95 - 66 milioni di anni fa), ma vi è la possibilità che alcuni di essi siano sopravvissuti fino al Paleocene inferiore (circa 60 milioni di anni fa). I loro resti fossili sono stati ritrovati in Asia centrale, Nordamerica ed Europa.

## Descrizione
Di questi animali sono noti solo frammenti fossili, principalmente della dentatura, ed è quindi impossibile ipotizzarne l'aspetto complessivo. Da alcuni resti cranici della specie Aspanlestes aptap, sembra che l'aspetto dovesse essere abbastanza simile a quello di un insettivoro di forma robusta, con una scatola cranica bassa e un muso stretto. Le dimensioni delle varie specie erano molto variabili, e potevano avere una taglia compresa tra quella di un toporagno a quella di un piccolo gatto. 
Gli zhelestidi erano caratterizzati da una dentatura simile a quella riscontrabile negli ungulati primitivi (ad esempio il gruppo polifiletico dei condilartri). I premolari erano stretti e non rigonfi, e alcune forme possedevano premolari a doppia radice. Il terzo premolare superiore era più grande del quarto, e poteva essere leggermente molariforme in alcuni generi; il quarto premolare superiore, a volte, possedeva un piccolo paraconulo. Il quinto premolare inferiore era sprovvisto di paraconide, ma possedeva un piccolo metaconide e un abbozzo di bacino del talonide. In generale, i molari erano di forma intermedia tra quelli degli euteri primitivi e quelli degli ungulati.

## Classificazione
La famiglia Zhelestidae è stata istituita da Nessov nel 1990, per accogliere alcune forme di mammiferi del Cretaceo superiore dell'Asia centrale, caratterizzati da una dentatura che per certi versi richiamava gli ungulati arcaici. Sono generalmente classificati tra gli zhelestidi quattro generi provenienti dalla zona di Dzharakuduk in Uzbekistan (Zhelestes, Aspanlestes, Parazhelestes, Eoungulatum); altri zhelestidi di incerta classificazione sono noti in Uzbekistan (Sheikhdzheilia, Eozhelestes), Kazakhstan (Borisodon), Giappone (Sorlestes), Spagna (Lainodon e Labes), Francia (Labes), USA (Avitotherium, Gallolestes) e Messico (Gallolestes). Il genere Paranyctoides del Nordamerica e dell'Asia è stato considerato uno stretto parente degli zhelestidi (Averianov e Archibald, 2013).
Gli zhelestidi sono stati a lungo accostati agli ungulati primitivi, a causa di molte caratteristiche della dentatura; tuttavia, secondo Archibald e Averianov (2007), le analisi cladistiche di questi studi non avrebbero utilizzato abbastanza mammiferi placentali cenozoici per determinare se effettivamente gli zhelestidi fossero placentali arcaici vicini agli ungulati. Le analisi cladistiche più recenti sembrerebbero indicare che gli zhelestidi siano addirittura al di fuori del gruppo dei placentali, pur rimanendo all'interno degli euteri basali (Wible et al., 2007; Giallombardo, 2009). Secondo queste analisi, quindi, la dentatura simile tra zhelestidi e ungulati arcaici sarebbe frutto di convergenza evolutiva.

## Paleoecologia
Gli zhelestidi furono i primi mammiferi euteri a specializzarsi nella dieta erbivora. Questi animali potrebbero aver occupato con successo la nicchia ecologica dei piccoli erbivori nel Cretaceo superiore dell'Asia centrale, all'epoca costituita da una pianura semitropicale e da ambienti costieri. Nello stesso periodo, la stessa nicchia ecologica era occupata in Mongolia dai multitubercolati, che abitavano un ambiente più arido e di altipiano.